# Commelle-Vernay
Commelle-Vernay est une commune française située dans le département de la Loire en région Auvergne-Rhône-Alpes.

## Géographie
Située à quelques kilomètres de Roanne elle fait partie de communauté d'agglomération Roannais Agglomération.

### Climat
Pour des articles plus généraux, voir Climat d'Auvergne-Rhône-Alpes et Climat de la Loire.
En 2010, le climat de la commune est de type climat océanique dégradé des plaines du Centre et du Nord, selon une étude du Centre national de la recherche scientifique s'appuyant sur une série de données couvrant la période 1971-2000. En 2020, Météo-France publie une typologie des climats de la France métropolitaine dans laquelle la commune est exposée à un climat de montagne ou de marges de montagne et est dans la région climatique Nord-est du Massif Central, caractérisée par une pluviométrie annuelle de 800 à 1 200 mm, bien répartie dans l’année.
Pour la période 1971-2000, la température annuelle moyenne est de 10,4 °C, avec une amplitude thermique annuelle de 16,2 °C. Le cumul annuel moyen de précipitations est de 772 mm, avec 10,3 jours de précipitations en janvier et 7,4 jours en juillet. Pour la période 1991-2020, la température moyenne annuelle observée sur la station météorologique de Météo-France la plus proche, « Riorges - Man », sur la commune de Riorges à 6 km à vol d'oiseau, est de 12,3 °C et le cumul annuel moyen de précipitations est de 711,4 mm,. Pour l'avenir, les paramètres climatiques de la commune estimés pour 2050 selon différents scénarios d'émission de gaz à effet de serre sont consultables sur un site dédié publié par Météo-France en novembre 2022.

## Urbanisme

### Typologie
Au 1er janvier 2024, Commelle-Vernay est catégorisée ceinture urbaine, selon la nouvelle grille communale de densité à sept niveaux définie par l'Insee en 2022.
Elle appartient à l'unité urbaine de Roanne, une agglomération intra-départementale regroupant 15  communes, dont elle est une commune de la banlieue,,. Par ailleurs la commune fait partie de l'aire d'attraction de Roanne, dont elle est une commune de la couronne,. Cette aire, qui regroupe 88 communes, est catégorisée dans les aires de 50 000 à moins de 200 000 habitants,.

### Occupation des sols
L'occupation des sols de la commune, telle qu'elle ressort de la base de données européenne d’occupation biophysique des sols Corine Land Cover (CLC), est marquée par l'importance des territoires agricoles (64,5 % en 2018), en diminution par rapport à 1990 (69,3 %). La répartition détaillée en 2018 est la suivante : 
prairies (38 %), zones agricoles hétérogènes (24,1 %), zones urbanisées (19,7 %), forêts (6,5 %), eaux continentales (6,2 %), milieux à végétation arbustive et/ou herbacée (3 %), terres arables (2,5 %). L'évolution de l’occupation des sols de la commune et de ses infrastructures peut être observée sur les différentes représentations cartographiques du territoire : la carte de Cassini (XVIIIe siècle), la carte d'état-major (1820-1866) et les cartes ou photos aériennes de l'IGN pour la période actuelle (1950 à aujourd'hui).

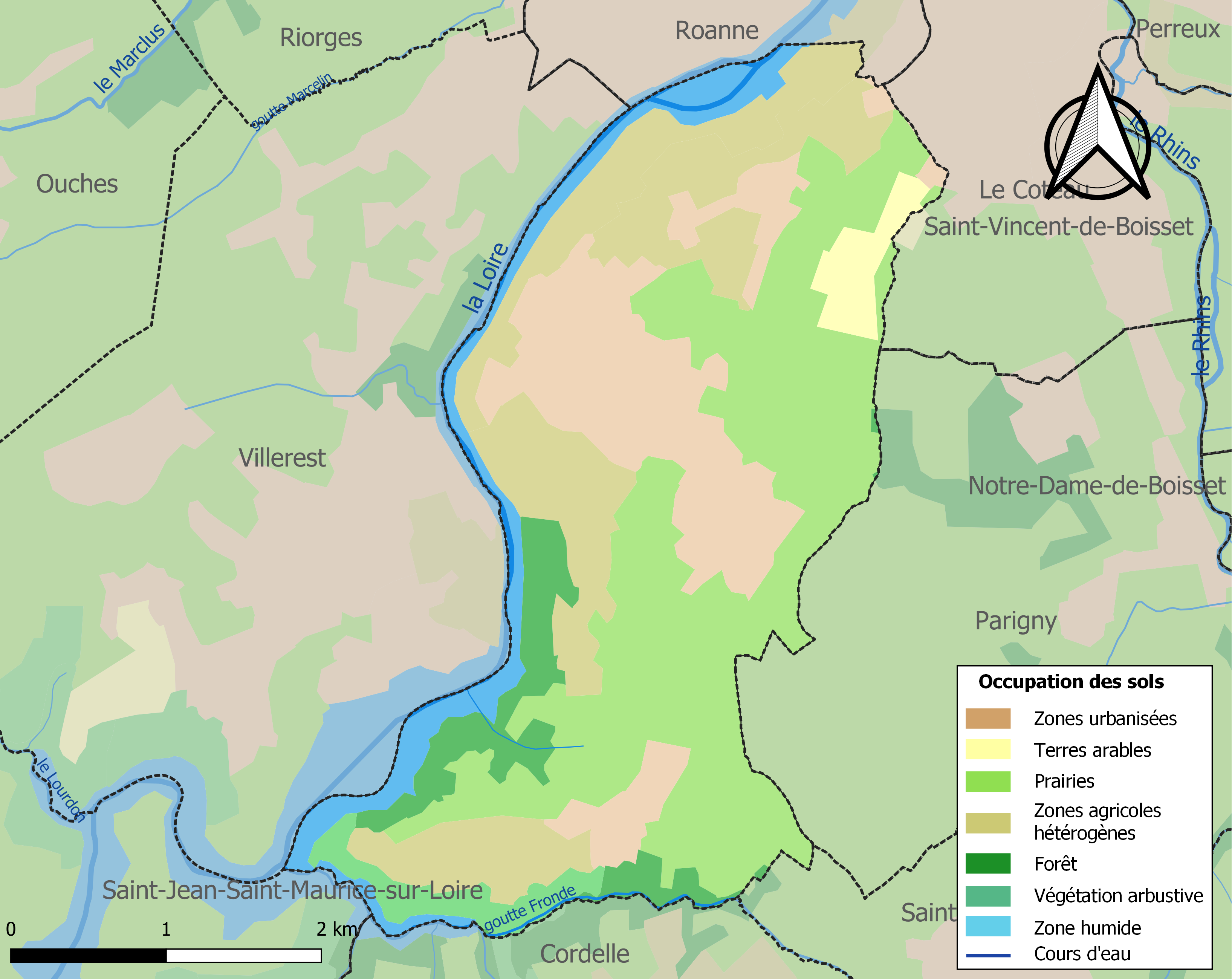
Carte des infrastructures et de l'occupation des sols de la commune en 2018 (CLC).

## Politique et administration

### Tendances politiques et résultats
Le maire sortant ne s'est pas représenté aux élections municipales de 2014 ; Daniel Frechet, seul représentant, est élu maire ; le taux de participation est de 55,07 %.

## Démographie
L'évolution du nombre d'habitants est connue à travers les recensements de la population effectués dans la commune depuis 1793. Pour les communes de moins de 10 000 habitants, une enquête de recensement portant sur toute la population est réalisée tous les cinq ans, les populations de référence des années intermédiaires étant quant à elles estimées par interpolation ou extrapolation. Pour la commune, le premier recensement exhaustif entrant dans le cadre du nouveau dispositif a été réalisé en 2006.

En 2022, la commune comptait 3 041 habitants, en évolution de +3,89 % par rapport à 2016 (Loire : +1,32 %, France hors Mayotte : +2,11 %).
| 1793 | 1800 | 1806 | 1821 | 1831 | 1836 | 1841 | 1846 | 1851 |
| ---- | ---- | ---- | ---- | ---- | ---- | ---- | ---- | ---- |
| 300  | 300  | 304  | 311  | 368  | 607  | 612  | 602  | 650  |

| 1856 | 1861 | 1866 | 1872 | 1876 | 1881 | 1886 | 1891 | 1896 |
| ---- | ---- | ---- | ---- | ---- | ---- | ---- | ---- | ---- |
| 654  | 645  | 687  | 695  | 713  | 707  | 753  | 692  | 713  |

| 1901 | 1906 | 1911 | 1921 | 1926 | 1931 | 1936 | 1946 | 1954 |
| ---- | ---- | ---- | ---- | ---- | ---- | ---- | ---- | ---- |
| 662  | 666  | 647  | 546  | 535  | 588  | 558  | 536  | 730  |

| 1962 | 1968 | 1975  | 1982  | 1990  | 1999  | 2006  | 2011  | 2016  |
| ---- | ---- | ----- | ----- | ----- | ----- | ----- | ----- | ----- |
| 836  | 912  | 1 382 | 2 502 | 2 872 | 2 792 | 2 849 | 2 796 | 2 927 |

| 2021  | 2022  | - | - | - | - | - | - | - |
| ----- | ----- | - | - | - | - | - | - | - |
| 3 029 | 3 041 | - | - | - | - | - | - | - |

## Économie
Selon l'hebdomadaire Le Point du 5 février 2009, la commune se classe première commune du département de la Loire par le taux de niveau de revenus de ses habitants (parmi les revenus supérieurs à la tranche fiscale de 97 500 euros, 21 foyers fiscaux ont déclaré en moyenne en 2008, 481 435 euros de revenus annuels). Au niveau national elle est la 30e ville des contribuables les plus aisés de France.

## Lieux et monuments

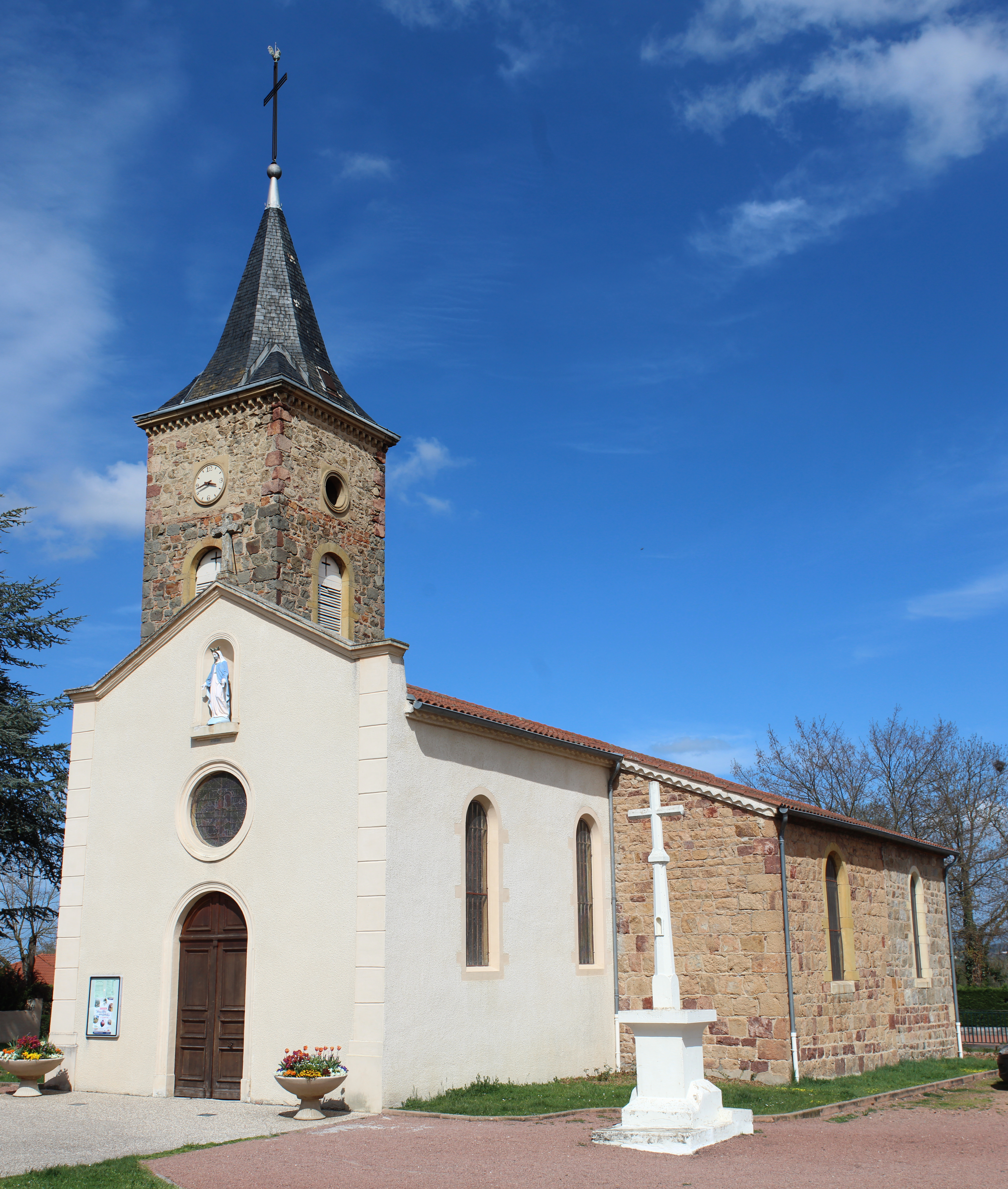
Église Saints-Jacques-et-Philippe de Commelle.

- Belvédères de Commelle-Vernay et de Magneux.
- Train touristique des belvédères de Commelle-Vernay : promenade en longeant le lac de Villerest (la Loire), le barrage de Villerest et les paysages du roannais. 3,5 km entre les deux belvédères[21].
- Église Saint-Philippe-et-Saint-Jacques de Commelle.
- Église Notre-Dame-des-Mariniers de Vernay.

## Personnalités liées à la commune
- Charles de Nompère de Pierrefitte (1725-?), noble et militaire, né à Commelle.